# Літературно-меморіальний будинок-музей Тараса Шевченка

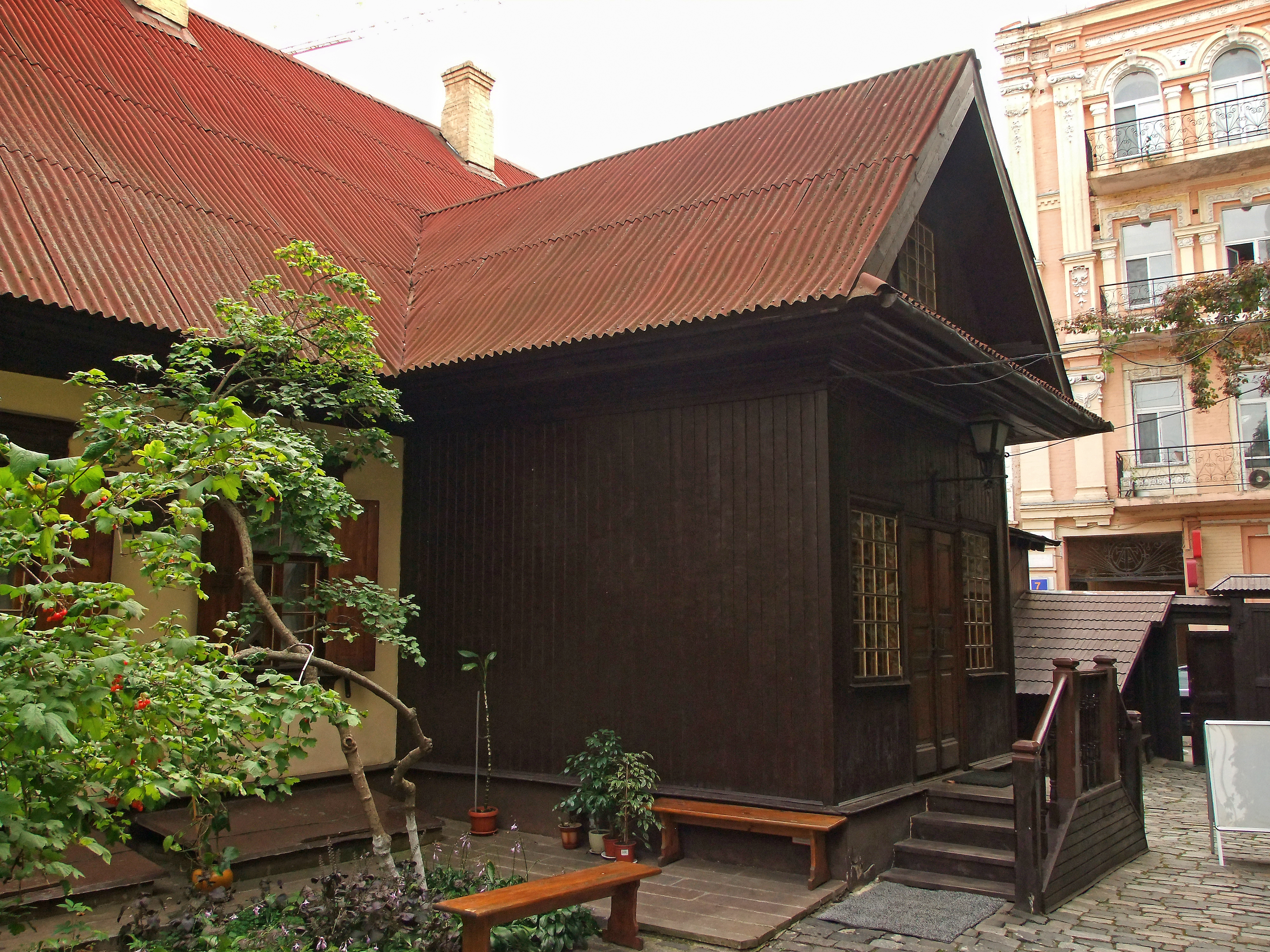
Вхід до музею через ґанок

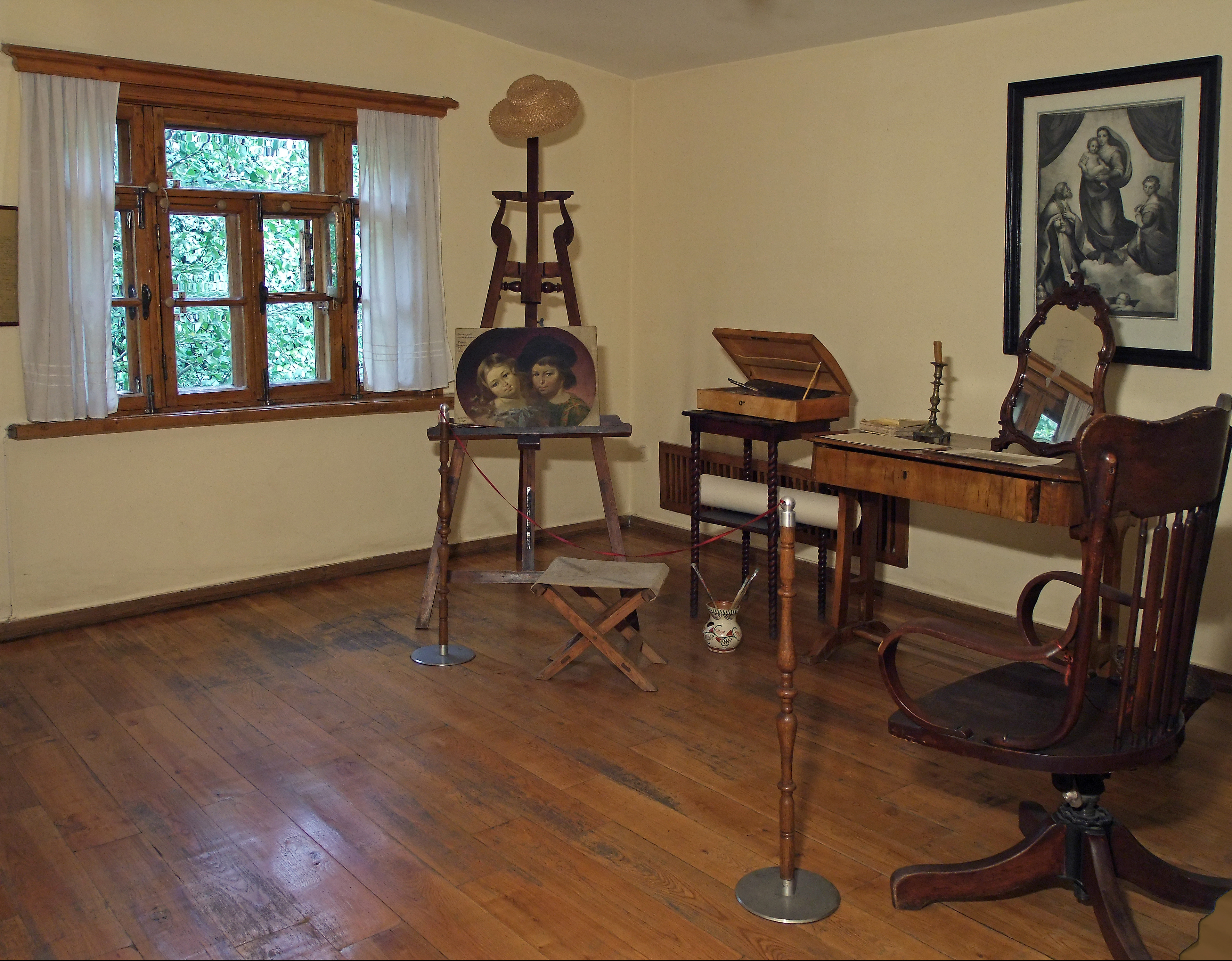
Майстерня Т. Шевченка і М. Сажина

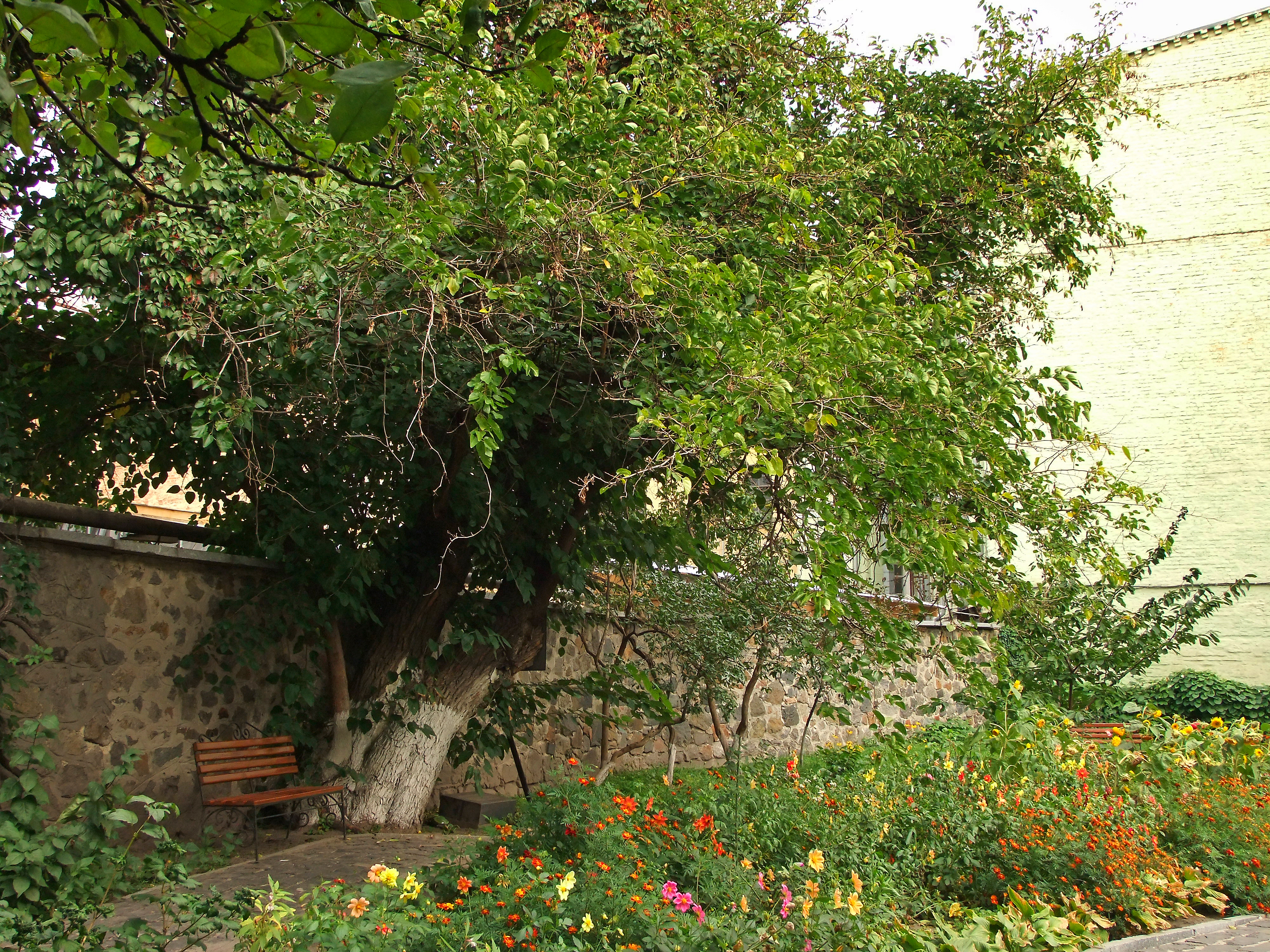
Шовковиця часів Т. Шевченка

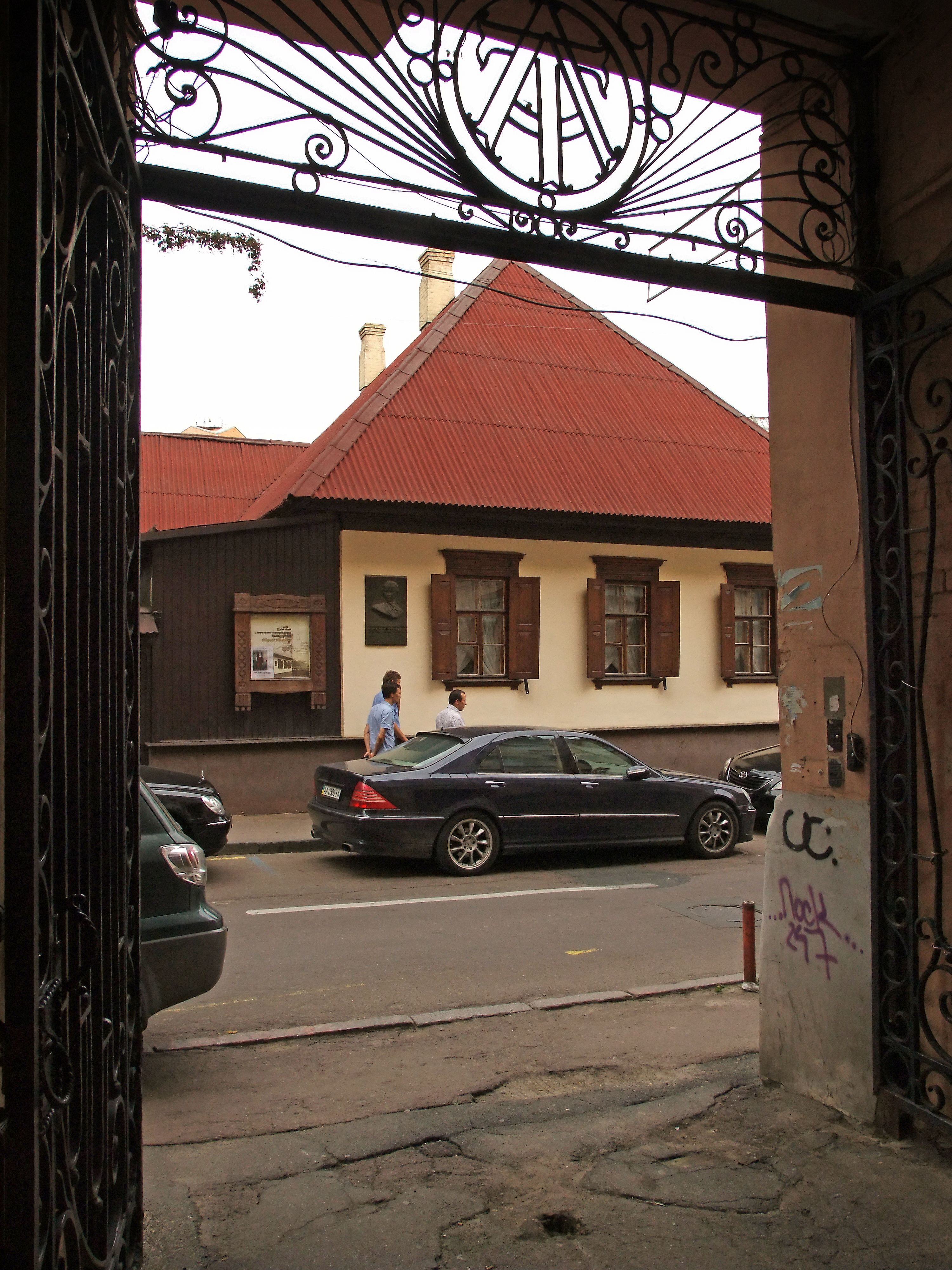
Вигляд на музей з арки навпроти

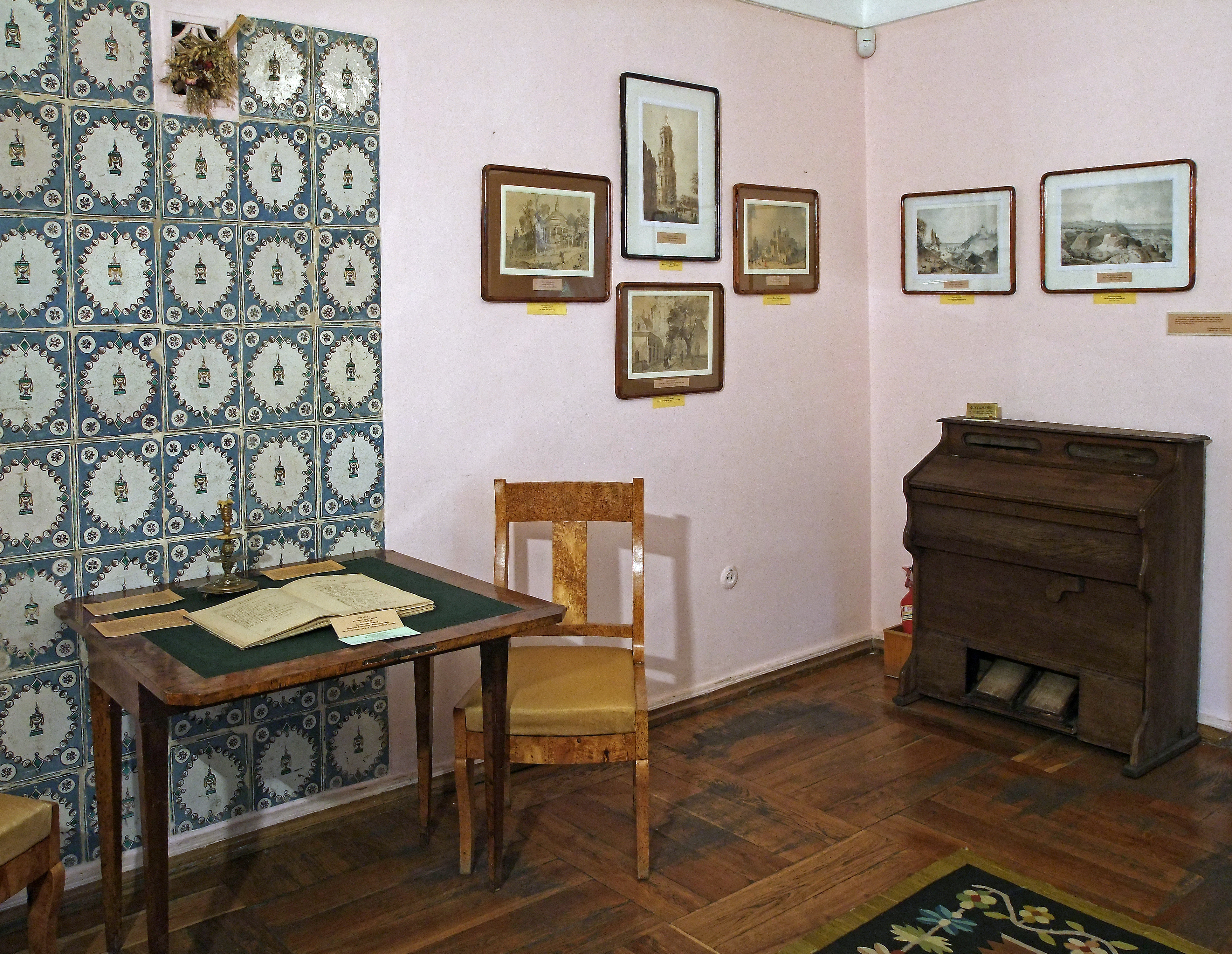
Центральна зала музею

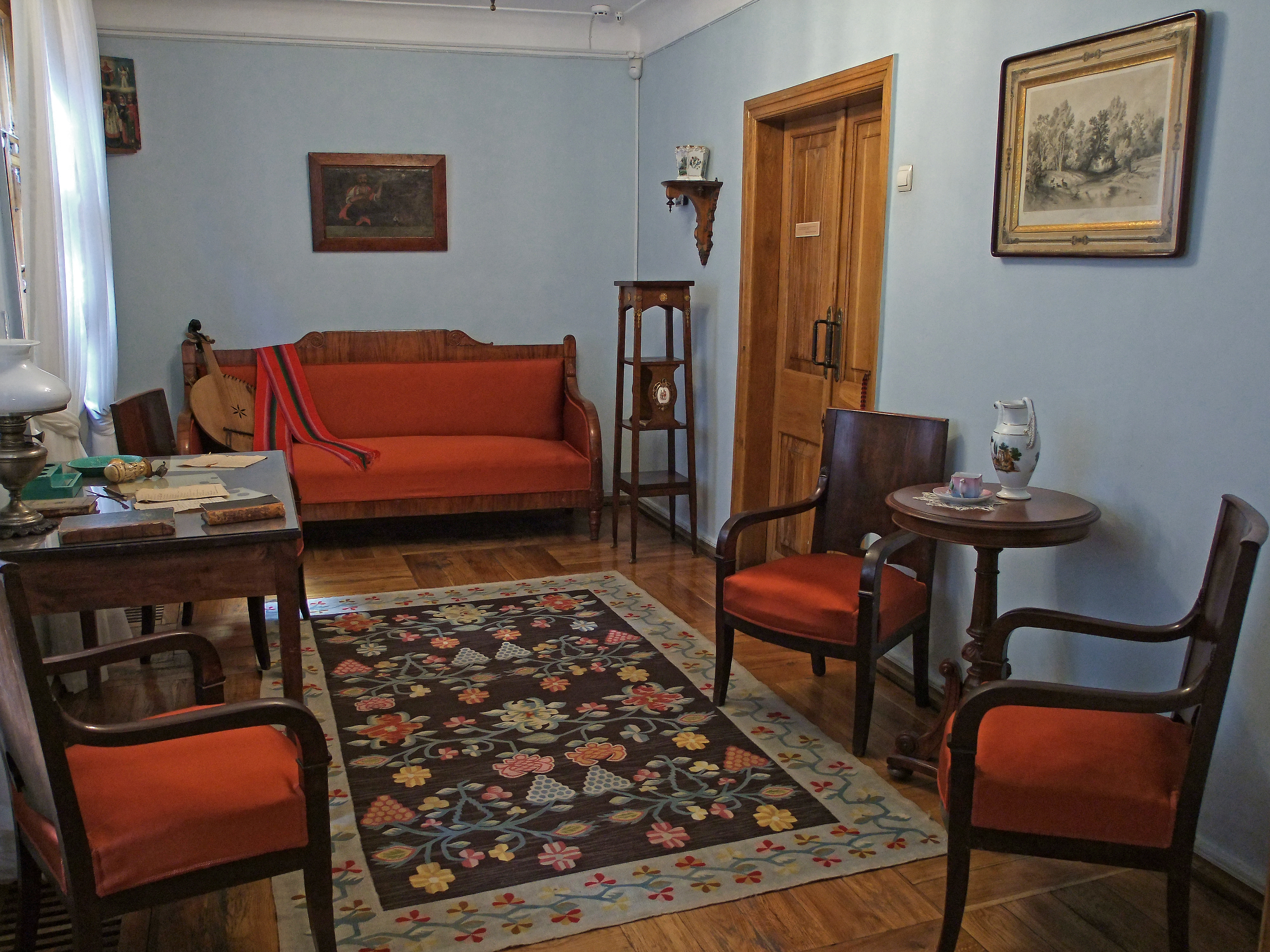
Кімната, де мешкав Т. Шевченко

Літературно-меморіальний будинок-музей Тараса Шевченка — філія Національного музею Тараса Шевченка. Тут Т. Шевченко проживав з весни 1846 до свого арешту — 5 квітня 1847 року.

## Зведення будинку
Будівля є збереженим зразком типового дерев'яного міщанського помешкання першої половини ХІХ ст. місцевості Козине болото. Тоді на його ділянках була непролазна грязюка. Брукованих вулиць тоді майже не існувало. Поруч стояли переважно одноповерхові будинки, а то й бідняцькі халупи, що ховалися у садках.
Ця місцевість належала до так званого нового форштадту, де будівництво здійснювали лише за зразковими проєктами, розробленими й затвердженими в Петербурзі відповідно до «Положення про забудову міст». 7 листопада 1834 р. дружина чиновника Івана Житницького Ольга звернулася до Київського будівельного комітету з проханням дозволити збудувати «у Старому місті, на новоствореній по Козиному болоті вулиці, фасад … 3-го № дерев'яного будинку». У травні 1835 р., коли Іван Житницький попросив у Будівельного комітету позику для завершення будівництва, новий дім в основному вже було споруджено.
Це був невеликий, але добротний  одноповерховий будинок із мансардою та підвалом. Будівля — дерев'яна, тинькована, зовні пофарбована. В його основі — прямокутник, вузькою стороною із трьома вікнами виходив на вулицю Козине болото. На північно-східний подовжений фасад виходила гостроверха мансарда із вікном. Первісні параметри будинку: довжина — 24 аршини, ширина — 12, висота — 7 аршин (відповідно 17,06 м, 8,53 м, 4,26 м. Дах покритий дранню під залізний цвях із віконницями. В домі — 6 кімнат.
Господар будинку часів Тараса Шевченка Іван Житницький був чоловіком Ольги Превлоцької — дочки Олександра Превлоцького (управителя Матусівського маєтку генерал-майора О. Орлова) і племінниці художника Степана Превлоцького, який давав  перші  уроки малювання  Івану Сошенкові і можливо Шевченку. Шевченко, імовірно за порадою Сошенка, навесні 1846 жив оселився у  будинку Житницького.

## Проживання Тараса Шевченка
У  будинку Івана Житницького Тарас Шевченко оселився після свого повернення з Седнева навесні 1846 р. Разом з ним оселилися приятелі — художник Михайло Сажин та поет і етнограф Олександр Афанасьєв-Чужбинський. Помешкання Тараса Григоровича —  невелика кімната, вікна якої виходили на вулицю, та майстерні, розташованої на мансарді.
Тарас Шевченко разом з Михайлом Сажиним малював київські краєвиди, сподіваючись видати альбом, присвячений Києву. В цей час Т. Шевченко працював у Київській археологічній комісії і за її завданням створив серію архітектурних пейзажів у 5-ти українських губерніях.
З  1846 р. Тарас Шевченко був співпричетним до Кирило-Мефодіївського братства, таємної політичної організації, заснованої з ініціативи Миколи Костомарова. В програмних документах братства простежується вплив ідей Тараса Шевченка
Влітку 1846 р. Тарас Шевченко написав дві балади «Русалка» та «Лілея», використавши усні народні легенди і перекази. 27 листопада 1846 р. Тарас Шевченко подає заяву на ім'я попечителя Київського навчального округу про зарахування на посаду вчителя малювання у Київському університеті, на яку його затвердили 21 лютого 1847 р.
У березні 1847 р., після доносу Олексія Петрова, почалися арешти членів братства. Шевченка заарештували 5 квітня 1847 р., відправили під конвоєм до Петербурга й ув'язнили в казематі так званого Третього відділу. Майже рік до арешту 5 квітня 1847 р. (з виїздами) Тарас Шевченко жив у цьому будинку, тобто орендував кімнату в домі Івана Житницького.

## Спогади сучасників про Шевченка
Олександр Афанасьєв-Чужбинський:
1. «Коли Шевченко повернувся із Седнева, ми зустріли його давнього товариша, художника Сажина і незабаром оселилися всі разом на Хрещатику, по вулиці, що звалася Козине болото»[7].
2. «Нічого не було приємнішого від наших вечорів, коли, повернувшись стомлені додому, ми розчиняли вікна, сідали до чаю і розповідали свої пригоди за день»[7].
3. «Проте часом на Шевченка нападали лінощі, і він так бував радий дощовим дням, що не підводився з ліжка і читав або нові журнали, або потрібні йому історичні твори, діставати які було моїм обов'язком»[8].

Віктор Аскоченський про кімнату Шевченка і жебрака:
«У червні (1846 p.), не пам'ятаю, якого числа, зайшов я до Шевченка в його квартиру на Козиному болоті. Спека була нестерпна. Тарас лежав на дивані в самій сорочці. Знявши з себе верхній одяг, я бухнувся на ліжко. Розмовляти не було ніякої змоги: нас просто розварило. Відпочивши трохи, я почав оглядати все, що мене оточувало: бідність і занехаяність просвічувались у всьому. На великому, нічим не накритому столі валялися найрізноманітніші речі: книги, папір, тютюн, недопалки сигар, тютюновий попіл, подерті рукавички, витерта краватка, хусточки — чого тільки там не було! Поміж цим мотлохом були розкидані мідні й срібні гроші і навіть, на моє здивування, півімперіал. У цей час підійшов до вікна сліпий, засмаглий жебрак з поводирем. Я підвівся і взяв якусь мідну монету, щоб подати.
— Стійте, — сказав Тарас, — що це ви йому даєте? Я сказав. — Е, казна-що! І в ту ж мить встав із дивана, взяв півімперіал і подав його жебракові. Сліпий, помацавши монету і запитавши про щось у свого поводиря, простягнув руку у вікно з одержаним півімперіалом.— Спасибі вам, пане, — сказав він, — але я такої не візьму, нехай їй всячина! У старців таких грошей не буває. Візьміть її собі, а мені дайте шматок хліба, чи що. Тарас дав йому півкарбованця; жебрак, постоявши і подумавши трохи, відійшов од вікна, бурмочучи молитви і різні добрі побажання.— О, бачите! — сказав Тарас. — Що-то значить бідака! І грошей боїться великих, бо то панам тільки можна мати їх. Жарко, паничу! — закінчив він і знову ліг на диван».
Юліан Беліна-Кенджицький, який мешкав у будинку навроти:
1. «Що найдивніше, що в будиночку напроти, через дорогу тільки, зустрів я дуже веселого товариша, з яким ми познайомились дивним способом. Це маляр і поет в одній особі. Зветься Тарас Шевченко».
2. Про Миколу Костомарова в будиночку Івана Житницького:
"Одного разу забігає до мене Шевченко під вечір і каже:— Приходь до мене сьогодні як смеркне, про щось поговоримо. Сказав це якимсь таємничим тоном і зацікавив мене. Я прийшов, але хтось, на кого чекали, не з'явився. Шевченко був похмурий, але не назвав цього «когось». Таємничість, очевидно, його мучила, бо наступного дня прийшов до мене і, хоч я ні про що не питав, сам почав говорити: ".

## Будинок наприкінці ХІХ— на початку ХХ ст
Мешканці будинку берегли пам'ять про Шевченка. Ще у 1870-х рр., як згадував професор Андроник Степович, вихованці колегії Павла Ґалаґана приходили сюди на екскурсію.
Після смерті власника Івана Житницького в 1889 р. все нерухоме майно успадкував син Іван, сплативши грошову компенсацію сестрам Ганні, Вірі та Марії. 1900 р. садибу було поділено навпіл. Одну частину — під № 8б — придбав інженер шляхів сполучення Анатолій Тильтін, а решту садиби з будинком пізніше (у 1906 р.) купила Софія Петерсон.
В перші роки ХХ ст. тут мешкала який час Надія Суровцова, яка залишила мемуари про будикок і садибу: «Але біля будинку було велике — а мені воно здавалося величезним — подвір'я, все в зеленій, густій траві, і два садки з чудесними смачними грушами та старою шовковицею. Квітів у садках не було, бо дерева надто старі, і вся земля вкривалася від вогкокости зеленим мохом, і по ній лазили дощові хробаки. По кутах будинку стояли великі діжі, повні дощової води з-під ринв». Вона ж подарувала музею фісгармонію, яка належала Житницьким з відповідним записом у дарчій «Передаю Київському меморіальному музеї Шевченка обіцяний дар — невеличку фісгармонію […] Тим більше любий мені цей музей, що він не тільки присвячений найдорожчому мені письменнику, а ще й міститься у будинку мого прадіда, де минуло кілька років мого дитинства в 1900-х роках».
В 1918 р. укладено реєстр історичних пам'яток Києва, до якого внесли й будинок І. Житницького. За радянської влади будинок став комунальною власністю.
1923 р. професор Київського художнього інституту Василь Кричевський дав завдання своєму учневі Федору Титаренку зробити обміри споруди. Невдовзі  знаменитий художник і громадський діяч зробив повний опис споруди та історії перебування в ній Тараса Шевченка з приятелями, наголосивши, що «варто було б улаштувати будинок Шевченка на „Козиному болоті“ з хатою-читальнею, музеєм і т. ін.». В 1925 р. Василь Кричевський зазначав: «Будинок в дуже поганому стані, особливо з двору. Пооблуплювався тинк, викривились хідники, повиймані вікна в верхньому вестибюлі. Дворова лінія фасада руйнується, через ями, що утворились поволі, від розмивання дощами підвальних криниць. Протікаючи через ці ями і  заливаючи підвали, вода загрожує зруйнувати фундамент. Але дивлячись на зовнішню давність і на 96 років існування, будинок ще довго може стояти, бо зроблений він з дерева хорошого й тривалого. Йому тільки треба дати вчасний ремонт».

## Музей
12 серпня 1925 р. Київський Окружний виконком дає розпорядження управлінню комунального господарства про відселення мешканців, проведення ремонту та передачу будинку у відання Академії наук. Василю Кричевському належить не тільки сама порушення питання про реставрацію, а й художнє керівництво оформленням будинку-музею, складання художніх проектів кімнат, майстерні й саду.
10 листопада 1928 року було урочисто відкрито музей для відвідувачів.
Протягом 1928–1941 рр. Музей поповнився оригінальними роботами радянських художників, експозиція час від часу змінювалась. Проте, у повоєнний час експозиція була бідною і недосконалою.
1944—1951 років музей очолювала шевченкознавець К. П. Дорошенко.
У 1946 році на подвір'ї музею було встановлено бронзовий бюст молодого Т. Г. Шевченка (скульптор Галина Львівна Петрашевич). Це сталося рівно через 100 років після того, як Тарас Шевченко вперше оселився в цьому будинку.
У 1969–1973 рр. проведено комплексну реконструкцію будинку з завданням відновити вигляд будинку часів перебування у ньому Т. Шевченка.
Нинішня експозиція в повному обсязі розкриває тему перебування Т. Шевченка в Києві під час трьох його приїздів на батьківщину, насамперед проживання його в будинку 1846 року.
Науковці на чолі з завідувачкою музею О. Шевченко створили експозицію, яка відповідає всім вимогам літературно-меморіального будинку-музею.
Щороку музей відвідує близько 10 тисяч людей. Його сприятлива аура дозволяє відволікатися від сірого будення й поринути у світ творчого натхнення і спокою.

## Керівники музею
1. Володимир Міяковський (1928—1929)
2. Андрій Терещенко (1941—1943)
3. Катерина Дорошенко (1944—1951; із 1951— тимчасово в. о. директора)
4. Дмитро Красицький (1951—53)
5. Микола Мацапура (1953—1956)
6. Платон Білецький (1957—1960)
7. Василь Косян (1962—1966)
8. Марія  Гайдучок (1971—1974)
9. Ольга Шевченко (1992—2008)
10. Надія Орлова (2012—2019)